# Арисала Микольта, Хуан
Хуан Давид Арисала Микольта (исп. Juan David Arizala Micolta; род. 10 октября 2005, Эль-Чарко (Колумбия), Нариньо) — колумбийский футболист, вингер клуба «Индепендьенте Медельин».

## Клубная карьера
Арисала — воспитанник клуба «Индепендьенте Медельин». 12 марта 2023 года в матче против «Бояка Чико» он дебютировал в Кубке Мустанга.

## Международная карьера
В 2025 году в составе молодёжной сборной Колумбии Арисала принял участие в молодёжном чемпионате Южной Америки в Венесуэле. На турнире он сыграл в матчах против команд Парагвая, Эквадора, Боливии, Чили, Уругвая, Бразилии и дважды Аргентины.